# Station Tim
Station Tim is een spoorwegstation in het Deense Tim in de gemeente Ringkøbing-Skjern. Het station ligt aan de lijn Esbjerg - Struer. Treinen stoppen enkel op verzoek in Tim.